# МАЗ-7916
МАЗ-547/МАЗ-7916 — семейство пяти и шестиосных (колёсных формул 10 × 8 , 12 × 10 , 12 × 12 ) тяжёлых грузовых автомобилей военного назначения Минского автомобильного завода. В серийном производстве с 1972 года.

## Описание
Проектировался в качестве пусковой установки ракетного комплекса 15П642 «Темп-2С» с МБР 15Ж42. Компоновка схожа с МАЗ-543 — двигатель расположен спереди, между двумя стеклопластиковыми кабинами. Первые три оси выполнены поворотными.

## Модификации

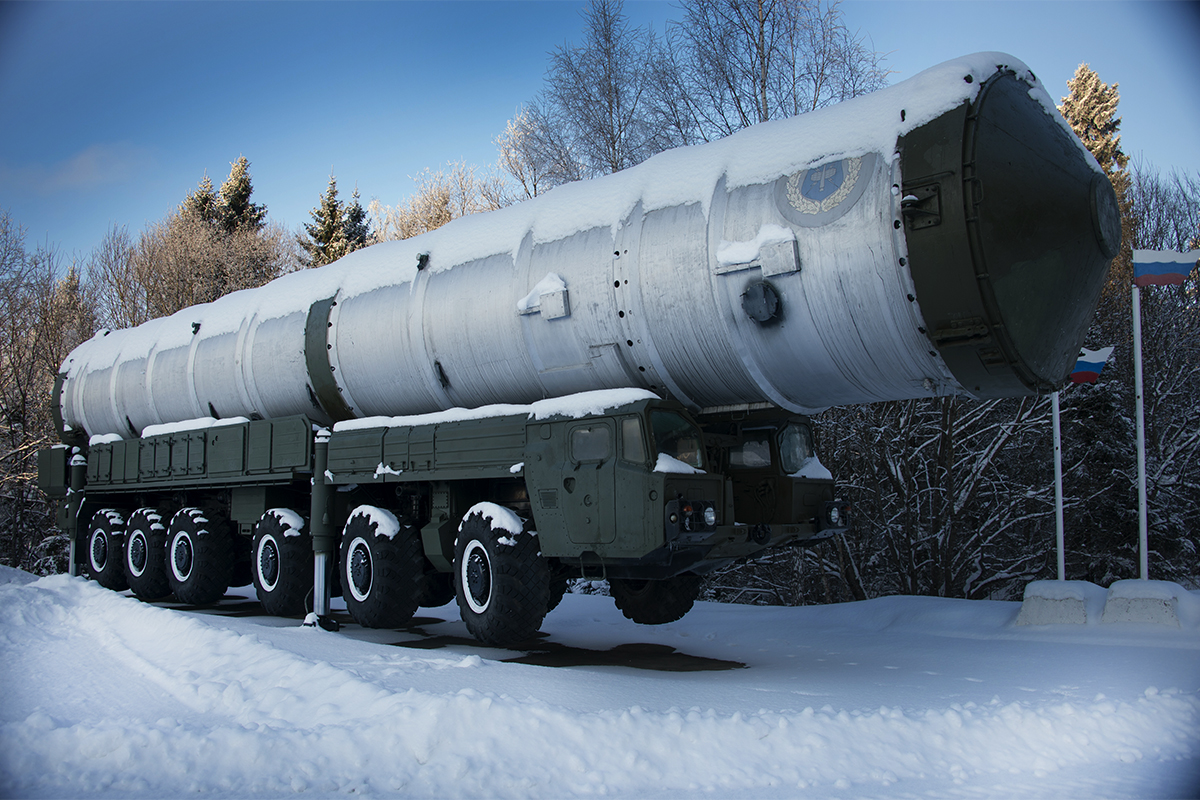
Транспортно-загрузочная машина на шасси МАЗ-547А для противоракет дальнего перехвата 51Т6 в составе комплекса противоракетной обороны А-135 «Амур».

- МАЗ-547 — первая модификация шасси с колёсной формулой 10 × 8 не пошедшая в серию, в связи с необходимостью увеличения грузоподъёмности шасси, из-за роста массы ракеты в процессе проектирования ракетного комплекса «Темп-2С». Опытные экземпляры изготовлены в 1968 году, двигатель В-38 мощностью 478 кВт;
- МАЗ-547А — модификация шасси ставшая базовым вариантом, с увеличенным на одну единицу количеством осей (12 × 10) и соответственно увеличенной длиной агрегата под возросшую с 32 до почти 41 тонны массу ракеты. Опытные экземпляры изготовлены в 1970 году, на производство ставились в 1971 году, двигатель В-38;
- МАЗ-547Б — модификация шасси колёсной формулы 12 × 12, с двигателем В-38, опытные экземпляры изготовлены в 1973 году;
- МАЗ-547В — полноприводное шасси (12 × 12) разработанное для применения в самоходной пусковой установке 15У106 ракетного комплекса 15П645 «Пионер», двигатель тот же — В-38, изменена правая кабина, опытные экземпляры шасси изготовлены в 1974 году, на производство ставились в 1975 году, в серии с 1976 года;
- МАЗ-547Д — полноприводное экспериментальное шасси с газотурбинным двигателем (ГТД) завода им. Климова мощностью 584,6 кВт, опытные образцы изготовлены в 1976 году;
- МАЗ-547Э — полноприводное экспериментальное шасси с ГТД завода им. Климова (584,6 кВт) и алюминиевой рамой, опытные образцы изготовлены в 1980 году;
- МАЗ-7916 — создано в 1980 году, при модернизации комплекса «Пионер» ставшего обозначаться 15П653 «Пионер-УТТХ», модернизированные пусковые установки стали обозначать 15У136. В целом, схема осталось той же, машина была полноприводной, изменилась конструкция кабин.
- МЗКТ-7916-011 — спецшасси для крана КС-8467 грузоподъемностью 100 тонн[1]

## Ликвидация ракетных комплексов
После снятия данных комплексов с вооружения по договору с США о сокращении ракет средней и малой дальности пусковые установки были утилизированы. У шасси отрезалась задняя часть рамы длиной 700 мм, что не позволяло в дальнейшем использовать её для транспортировки ракет.
Незначительное количество демилитаризованных шасси были переоборудованы в тяжёлые автокраны на одесском заводе тяжёлого краностроения в рамках совместного предприятия c Liebherr «Кранлод» грузоподъемностью 120т. Также известно о пяти машинах, использованных в качестве шасси автокранов: КА-80, КС-8561 (100-тонной грузоподъёмности, выпущено три единицы) и КС-8562. До 2007 года, изготовлено менее десяти автокранов типов КШТ-50.02 и КШТ-80.01 (50- и 80-тонные соответственно) в ходовой части которых были использованы узлы от МАЗ-547А.
Также изготовлен 1 или 2 самосвала.
- КНДР: используется для СПУ ракет средней дальности «Musudan»[3]